# Christian Charier
Maurice Christian Charier (* 27. Dezember 1899 in Paris; † 1. März 1985 in Levallois-Perret) war ein französischer Autorennfahrer.

## Karriere als Rennfahrer
Christian Charier startete in den späten 1920er- und frühen 1930er-Jahren bei Sportwagenrennen. Seine beste Platzierung war der dritte Rang beim 24-Stunden-Rennen von Paris 1927 auf dem Autodrome de Linas-Montlhéry. Die beiden Teilnahmen beim 24-Stunden-Rennen von Le Mans endeten mit Ausfällen. 1928 gab es einen Motorschaden am Itala Tipo 65 S und 1931 musste der Lombard AL3 vorzeitig abgestellt werden, da der Motor keinen Öldruck mehr hatte. 

## Statistik

### Le-Mans-Ergebnisse
| Jahr | Team                      | Fahrzeug        | Teamkollege    | Platzierung | Ausfallgrund |
| ---- | ------------------------- | --------------- | -------------- | ----------- | ------------ |
| 1928 | Fabbrica Automobili Itala | Itala Tipo 65 S | Louis Charavel | Ausfall     | Motorschaden |
| 1931 | Christian Charier         | Lombard AL3     | Camille Royer  | Ausfall     | kein Öldruck |